# Дворец на дожите (Генуа)
Вижте пояснителната страница за други значения на Дворец на дожите.
Дворецът на дожите (на италиански: Palazzo Ducale) е историческа сграда – дворец в Генуа, Северна Италия. В миналото дворецът е бил резиденция на дожите на Генуезката република. В наши е музей и център за културни събития и изложби. Дворецът е разположен в центъра на града, с два отделни входа и фасади, основната е с лице на Piazza Matteotti, а втората гледа към Piazza De Ferrari.

## История
Първите части на двореца са построени между 1251 и 1275 г., по време на разцвета на републиката. Torre Grimaldina (също известна и като Torre del Popolo – Кула на народа) е завършена през 1539 г.
Дворецът на дожите, в който през 1339 г. е избран първия дож на Генуа – Симоне Боканегра, в голямата си част е преустроен през последното десетилетие на 16 век. Дворецът е съществено разширен, към него са пристроени множество допълнителни корпуси, образуващи вътрешен двор.
Дворецът на дожите отново е частично преустроен след пожар през 1777 г. и е възстановен в неокласически стил от архитекта Симоне Кантони. Основно е изменен интериора на залата на Големия съвет. Многобройните преустройства и достроявания на двореца силно променят неговия облик.
Дворецът на дожите е основно обновен през 1992 г., по повод на честванията на Христофор Колумб и на 500-годишнината от откриването на Америка.